# Rodrigo Batata
Rodrigo Pinheiro da Silva, meglio noto come Rodrigo Batata (Curitiba, 10 settembre 1977), è un ex calciatore brasiliano, di ruolo centrocampista.

## Carriera
Nella sua carriera ha giocato con sodalizi brasiliani, giapponesi, portoghesi, messicani e costaricani.